# Saule

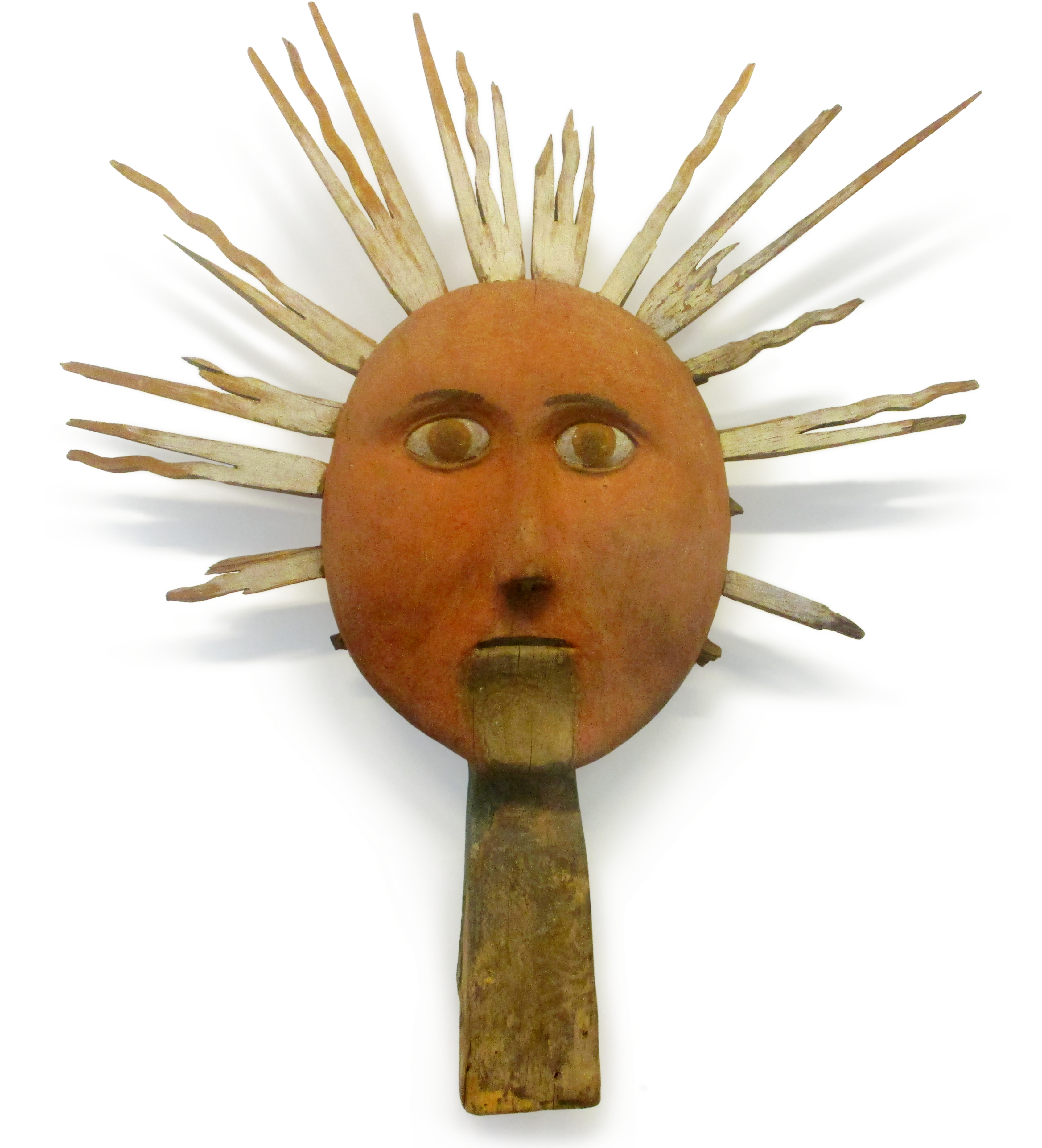
Litevský sluneční idol z počátku 20. století

Saule (litevsky Sáulė, lotyšsky Saūle) je baltská bohyně slunce. Jméno této bohyně je stejné jako obecné označení slunce v baltských jazycích, tedy litevské sáulė, lotyšské saūle a pruské saule, které je stejně jako v některých jiných jazycích severní Evropy femininum. Saule pronikla į do estonské mytologie kde se v eposu Kalevipoeg objevuje pod jménem Salme. Významnou roli v litevské a lotyšské mytologii hraje také Saulės duktė, respektive Saules meita, tedy dcera Slunce.

## Prameny
Slunce, které mělo být vykováno božským kovářem Teljavelem, je zmiňováno ve slovanském dodatku k Chronographii Jana Malaly pocházejícím z roku 1262, který referuje o litevském prostředí.
Uctívání slunce Prusy je zmíněno v Cronica terre Prussie Petera von Dusburg z roku 1326:
| „ | A poněvadž tak Boha nepoznali, proto se stalo, že v důsledku zbloudění od Boha všechna stvoření uctívali totiž Slunce, Měsíc, hvězdy, hromobití, ptactvo, čtyřnožce až po ropuchu. | “ |

Jméno této bohyně je však zmíněno až Postile Jonase Bretkūnase z roku 1591 která vypráví o Litevcích:
| „ | Pohané se podle své hloupé přirozenosti domnívali, že je mnoho bohů, proto si į mnoho bohů sami vymysleli a je uctívali, jeden říkal že Slunce (Saule) je bůh, jiný že Měsíc, jiný za boha zase jinou věc považoval, stejně jako Litva se doposud hloupě modlila k Žemepatisům a Kaukům. | “ |

Lotyšská Saule je zmiňována až v 18. století Gotthardem Stenderem jako manželka Mēnesse - Měsíce z jejichž svazku se zrodily hvězdy. Zmiňuje také Saules meitas „dcery Slunce“ o něž se ucházejí Dieva dēli „Dìevsovi synové“.